# Sunderland (Ontario)
Sunderland [ˌsʌndəɹˌlænd] ist eine unselbständige Dorfgemeinde, welche zum Township Brock gehört. Sie liegt nördlich von Whitby, südlich von Beaverton und südöstlich von Orillia am Kings Highway 7 bzw. Kings Highway 12. Sie liegt gut 105 Kilometer nordöstlich von Toronto und 20 km südlich von Beaverton.
- Einwohner: etwa 600 bis 800
- Höhe: etwa 200 m
- Telefonvorwahl: (00)1-905

Die Fläche der Gemeinde ist zu 50–70 % mit Wald bedeckt und zu 30–50 % bebaut. Nachbargemeinden sind Beaverton im Nordosten, Oakwood im Osten, Port Perry und Uxbridge im Südwesten.

Koordinaten: 44° 15′ N, 79° 4′ W